# Villabraz
Villabraz ist ein Ort und eine nordspanische Gemeinde mit 95 Einwohnern (Stand: 2024) in der Provinz León und der Region Kastilien-León. Neben dem Hauptort Villabraz gehören die Ortschaften Alcuetas und Fáfilas zur Gemeinde.

## Lage und Klima
Villabraz liegt etwa 38 Kilometer südsüdöstlich von León im Nordwesten der Iberischen Meseta in einer Höhe von ca. 845 m. 
Das Klima im Winter ist rau, im Sommer dagegen trocken und warm; der Regen (499 mm/Jahr) fällt überwiegend im Winterhalbjahr.

## Bevölkerungsentwicklung
| Jahr      | 1970 | 1981 | 1991 | 2001 | 2011 | 2021 |
| Einwohner | 450  | 308  | 212  | 147  | 113  | 90   |

Aufgrund der durch die Mechanisierung der Landwirtschaft und der Aufgabe von bäuerlichen Kleinbetrieben ausgelösten Landflucht ist die Bevölkerung des Dorfes seit der Mitte des 19. Jahrhunderts kontinuierlich gewachsen.

## Sehenswürdigkeiten

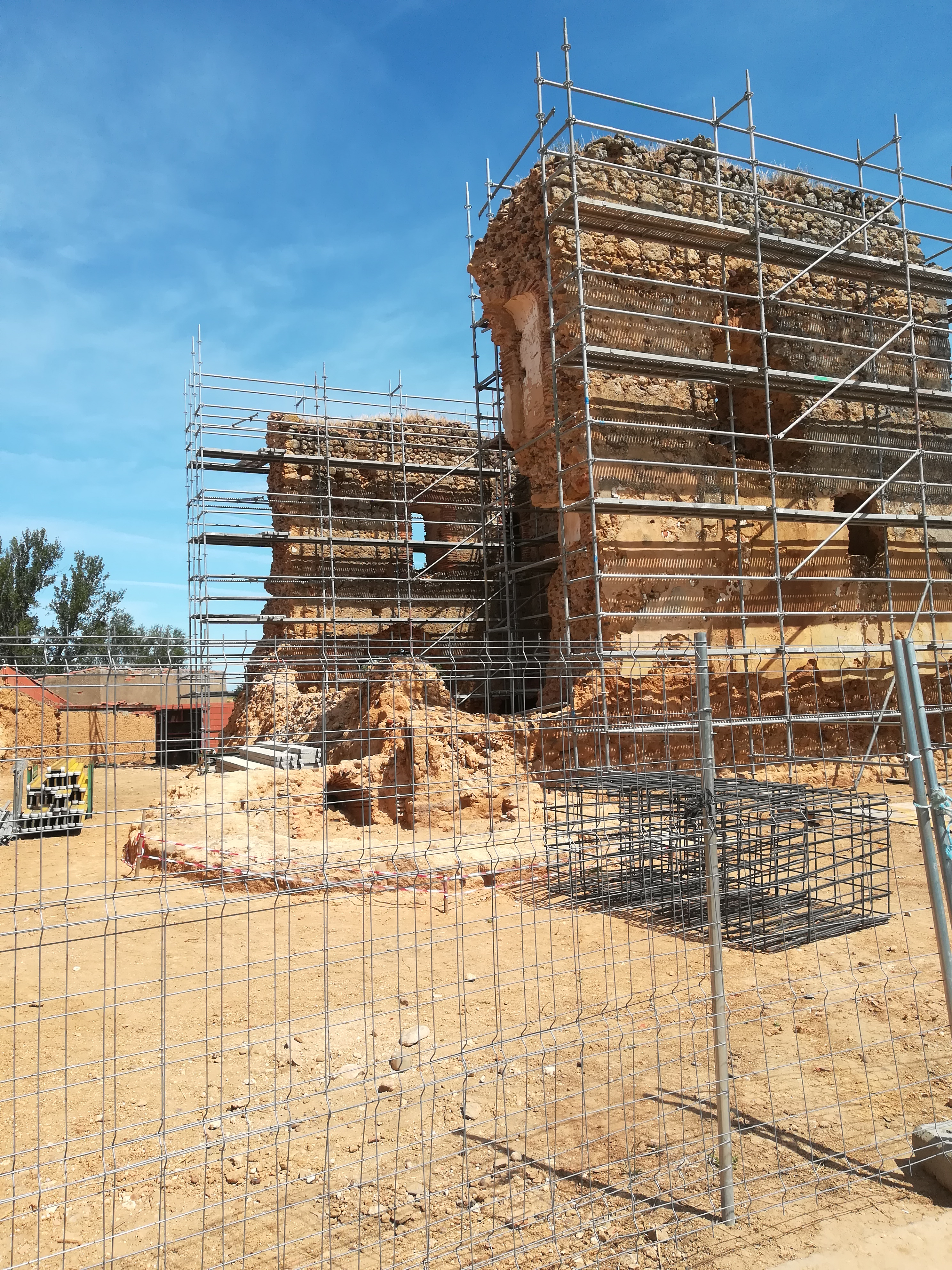
Burgruine von Alcuetas
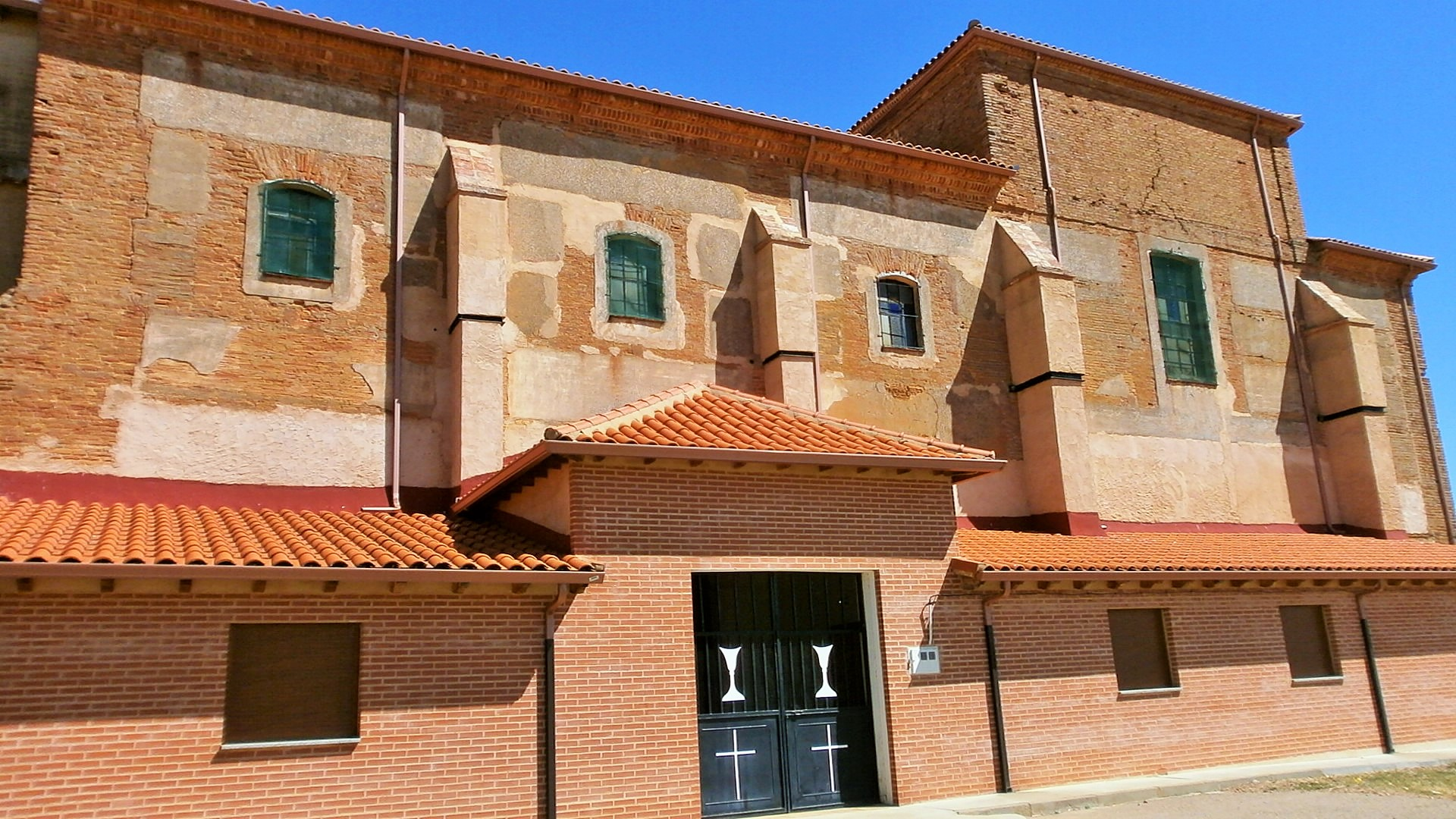
Julianuskirche

- Julianuskirche in Villabraz
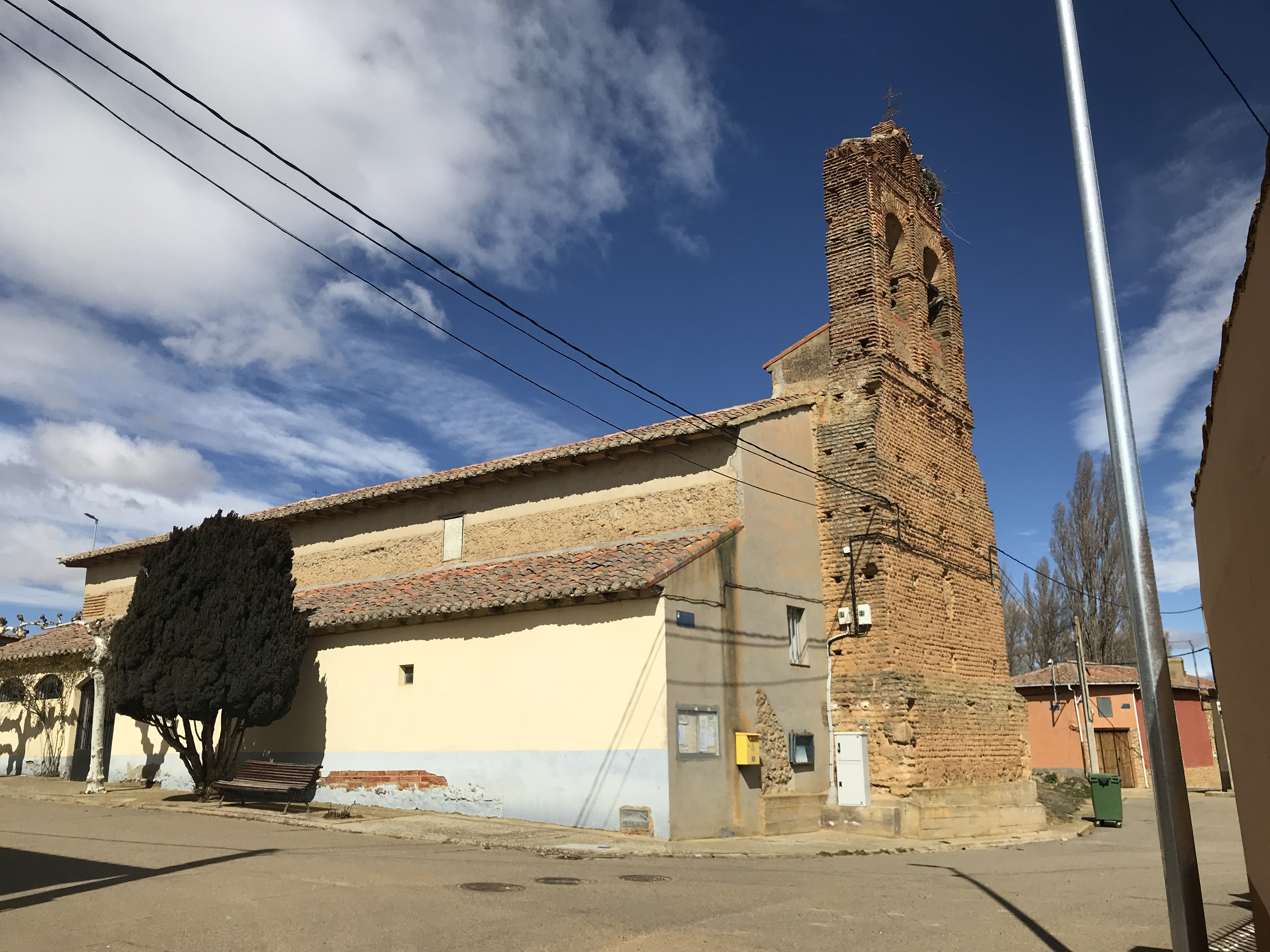
Kirche Mariä Geburt in Alcuetas
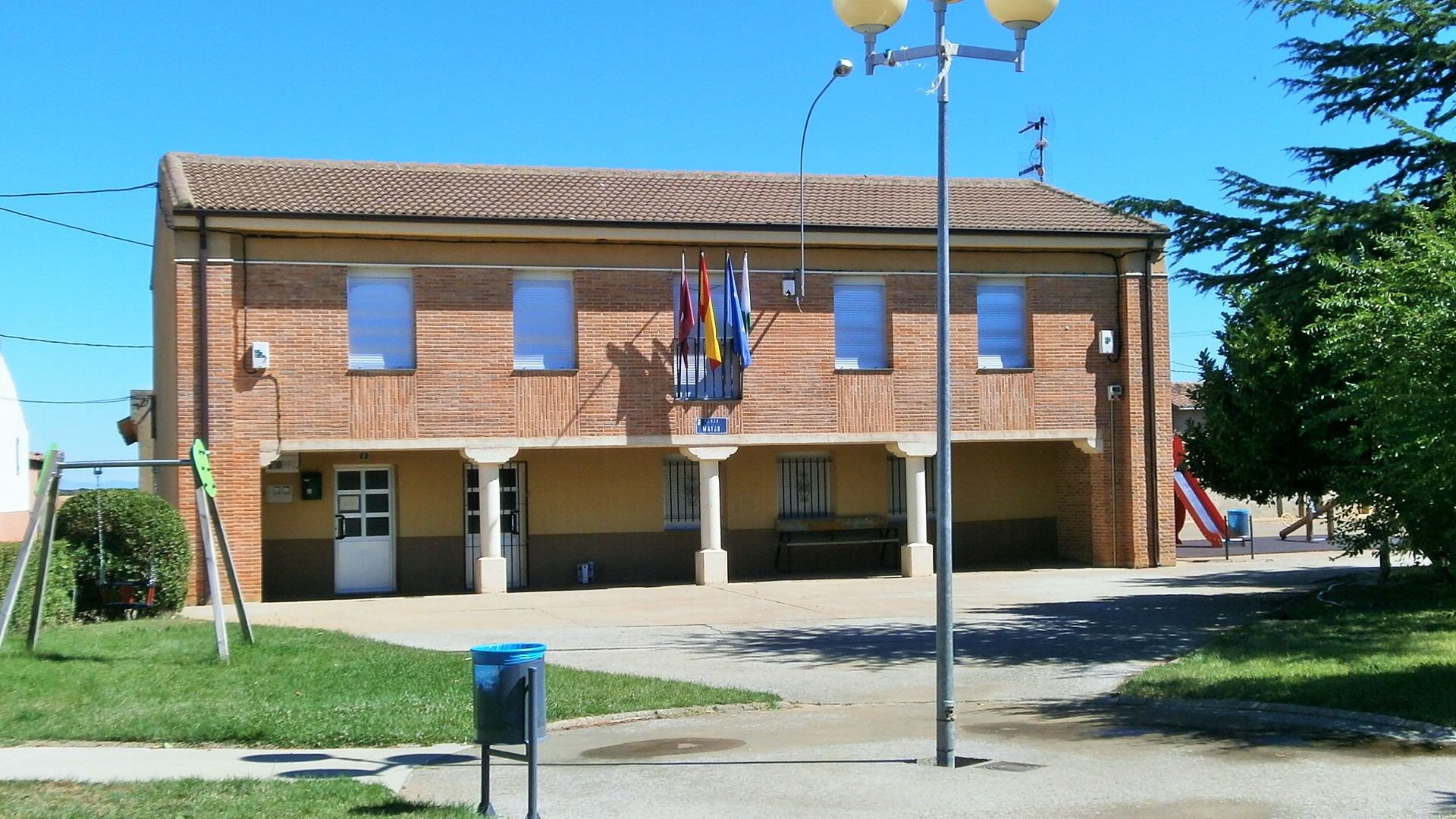
Rathaus

- Burgruine von Alcuetas
- Julianuskirche
- Kirche Mariä Geburt
- Rathaus